# Mahō no Mako-chan
Mahō no Mako-chan (魔法のマコちゃん, Mahō no Mako-chan) est un anime japonais réalisé par Yugo Serikawa du studio Toei Animation. Il a été diffusé entre le 2 novembre 1970 et le 9 septembre 1971 sur TV Asahi.
En France, il a été diffusé en 1989 dans le Club Dorothée sous le titre de Makko, avec un générique interprété par Hélène Rollès 

## Synopsis
Makko, jeune sirène, se morfond dans l'océan jusqu'au jour où elle rencontre un jeune prince dont elle tombe amoureuse. Elle ne pense alors qu'à une seule chose : vivre sur terre et prendre l'apparence d'une jeune fille. Ainsi elle pourra rejoindre l'élu de son cœur, Anthony. La jeune sirène se résout donc à aller voir la sorcière pour qu'elle lui donne un aspect humain via les pouvoirs d'un médaillon. Néanmoins, ses parents qui vivent encore au fond de la mer sont formels : pour que Makko puisse vivre normalement dans le monde des humains, elle ne doit pas abuser de ses pouvoirs magiques ! 
Makko aura bien du mal à s'adapter aux habitudes terrestres. Heureusement, elle se fera très vite des amis fidèles. D'abord, elle est recueillie par un vieil homme, monsieur Ledoux puis elle sympathise avec Annie, une petite fille dont la mère est malade et à qui Makko vient en aide. Mais il y a surtout deux enfants qu'elle considère comme ses petits frères : Koussi et Koussa, sans oublier leur ours Castou!
À l'école, l'intégration de Makko est plus difficile. En effet, elle doit faire face à la jalousie de certaines de ses camarades, notamment de Isabelle Thomas, une jeune fille de bonne famille qui obtient tout ce qu'elle veut de la directrice. Cette fille est également amoureuse d'Anthony, ce qui n'arrange pas la situation ! Heureusement, tout le monde ne tombe pas sous l'influence d'Isabelle et c'est ainsi que Makko se lie d'amitié avec un garçon de sa classe, Peter.

## Personnages principaux
- Dorothée Jemma : Makko
- Francis Lax : M. Ledoux
- Philippe Catoire : Antony, Peter
- Aurélia Bruno : Annie
- Françoise Fleury : la directrice
- Michel Vocoret : la professeur
- Sophie Gormezano : Isabelle Thomas

- Version française

- - Société de Doublage : SOFI